# Зимові Дефлімпійські ігри 1963
V Зимові Дефлімпійські ігри пройшли в м. Оре, Швеція, з 12 по 16 березня 1963 року. У змаганнях взяло участь 60 спортсменів з 9 країн.

## Дисципліни
Змагання пройшли з 2 дисциплін.
| - Гірськолижний спорт - Лижні гонки |

## Країни-учасники
В V Зимових дефлімпійських іграх взяли участь спортсмени з 9 країн :
| - Австрія - Німеччина - Італія - Канада - Норвегія - Польща - Фінляндія - Швейцарія - Швеція |

## Нагороди
Країна господар (Швеція)
| Місце    | Країна    | Золото | Срібло | Бронза | Загалом |
| -------- | --------- | ------ | ------ | ------ | ------- |
| 1        | Фінляндія | 4      | 2      | 0      | 6       |
| 2        | Австрія   | 4      | 0      | 0      | 4       |
| 3        | Норвегія  | 3      | 2      | 3      | 8       |
| 4        | Швейцарія | 1      | 4      | 4      | 9       |
| 5        | Італія    | 1      | 0      | 1      | 2       |
| 6        | Німеччина | 0      | 4      | 2      | 6       |
| 7        | Швеція    | 0      | 1      | 2      | 3       |
| 8        | Польща    | 0      | 0      | 0      | 0       |
| 8        | Канада    | 0      | 0      | 0      | 0       |
| Загалом: | Загалом:  | 13     | 13     | 12     | 38      |